# Volo Edinburgh Air Charter 3W
Il volo Edinburgh Air Charter 3W, nominativo "Saltire 3 Whisky", era un volo charter tra l'aeroporto di Glasgow e l'aeroporto di Aberdeen-Dyce, entrambi in Scozia. Il 3 settembre 1999 il Cessna 404 Titan utilizzato per questo volo venne noleggiato dalla Airtours International Airways (oggi MyTravel Airways) per trasportare due piloti e sette assistenti di volo ad Aberdeen dove sarebbero stati impiegati come equipaggio di un Boeing 757 per un volo charter con destinazione Palma di Maiorca. Un guasto al motore e un successivo errore del pilota fecero precipitare l'aereo. Delle 11 persone a bordo, solo 3 sopravvissero all'impatto.

## L'incidente
Poco dopo il decollo, il motore sinistro dell'aero ebbe un problema e il pilota in comando spense il motore destro. Invece di tentare un atterraggio di fortuna, il pilota cercò di tornare all'aeroporto di Glasgow senza potenza, perdendo completamente il controllo mentre cercava di compiere la svolta a destra. L'aereo si schiantò prendendo fuoco a circa un miglio nautico (circa 2 km) dall'aeroporto. Nell'incidente morirono i due piloti della Edinburgh Air Charter, il primo ufficiale e cinque assistenti di volo dell'AirTours. Il capitano dell'AirTours e due assistenti di volo sopravvissero all'incidente.

## Le indagini
Le indagini portarono alla luce che l'aereo era leggermente sovrappeso per le condizioni. Inoltre, un rapporto raccomandava ispezioni del motore, sedili più resistenti agli urti e la considerazione di dotare aerei come questo di CVR.

## Conseguenze
A seguito di questo incidente, nel giugno 2000, l'Autorità per l'aviazione civile britannica ha emesso una prescrizione di aeronavigabilità che richiedeva l'ispezione degli adattatori di avviamento e degli ingranaggi dell'albero motore sui motori Continental della serie GTSIO-520.